# Edouard Berten
Edouard Félix Joseph Berten (Ieper, 6 juni 1806 - Cheratte, 12 mei 1887) was een Belgisch luitenant-generaal en liberaal minister van Oorlog.

## Biografie
Edouard Berten was een zoon van Pierre Berten en Marie-Joséphine Aeben. Hij trouwde in 1840 met Adèle de Saroléa de Cheratte (1818-1870). Ze waren de schoonouders van Louis Crahay, raadsheer in het Hof van Cassatie.
Hij begon zijn militaire loopbaan naar aanleiding van de Belgische Revolutie van 1830. Hij doorliep een carrière als volgt:
- september 1830: kapitein bij de cavalerie,
- 1832: kapitein-commandant,
- 1836: vleugeladjudant van generaal Magnan,
- 1842: majoor,
- 1846: luitenant-kolonel,
- 1849: kolonel,
- 1853: commandant van het regiment Gidsen,
- 1857: generaal-majoor (in het reservekader),
- 1857: plaatscommandant van Brussel,
- 1859: provinciecommandant in Limburg,
- 1861: commandant bij de lichte cavalerie,
- 1866: algemeen inspecteur van de Rijkswacht,
- 1868: luitenant-generaal.

Van 1857 tot 1859 was hij als extraparlementair politicus minister van Oorlog.
Hij was ook actief binnen de vrijmetselarij.